# Govern de Letònia

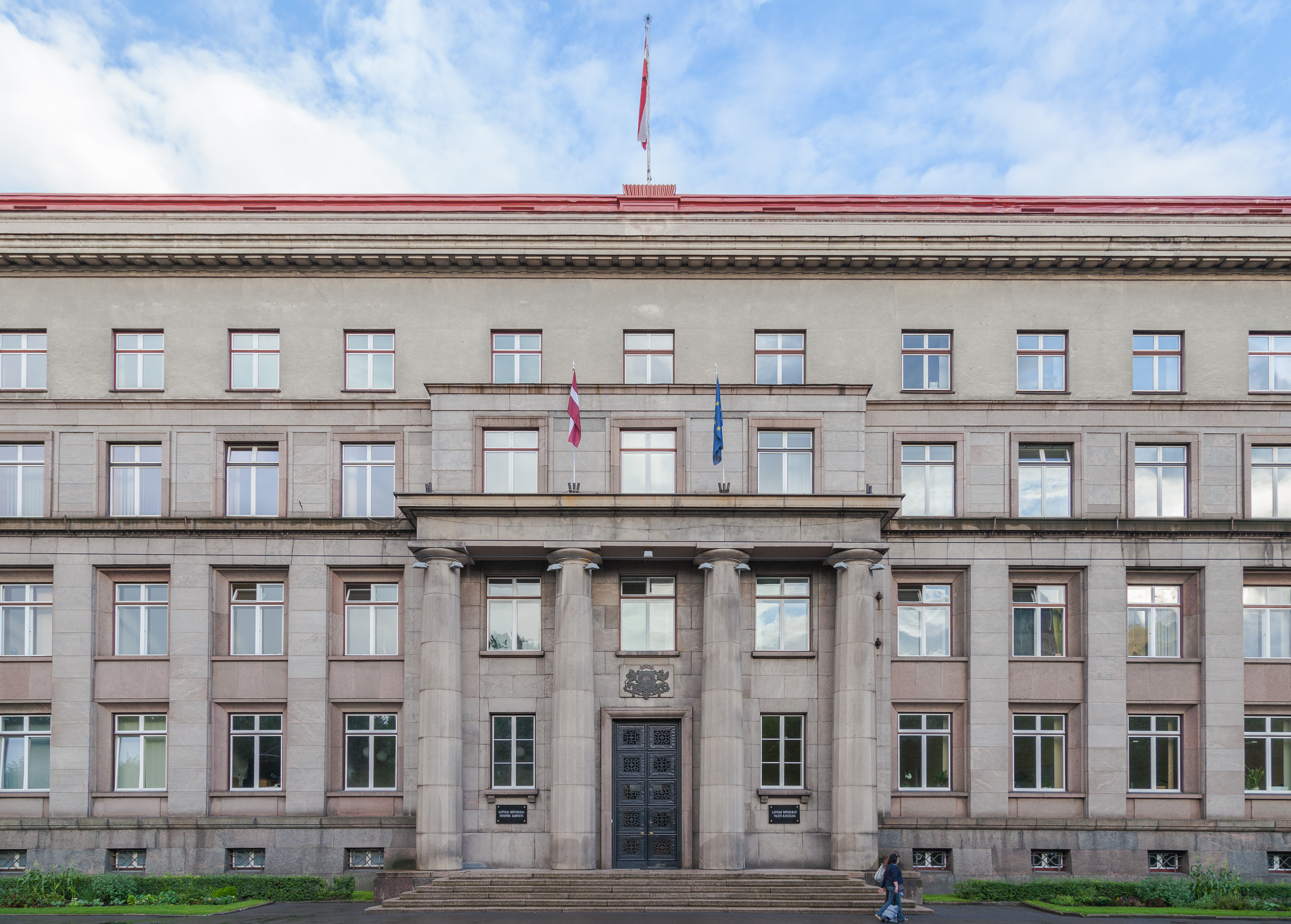
L'edifici del Gabinet del Govern de Letònia

El Govern de Letònia és el govern central de la República de Letònia. La Constitució de Letònia (Satversme) descriu la nació com una república parlamentària representada per un Parlament (Saeima) monocameral i pel Consell de Ministres de la República de Letònia, que formen la branca executiva del Govern de Letònia.
Des de principis de 2000 les reunions de gabinet a Letònia estan obertes al públic. El juny de 2013 el govern de Letònia es va convertir en un dels primers a Europa en oferir transmissions en directe de les reunions de gabinet. El gabinet titular actual és el segon gabinet Laimdota Straujuma des del 5 de novembre de 2014.

## Ministeris
Llista dels ministeris de Letònia encapçalats per ministres del govern (Segon Gabinet Straujuma):
| Ministeri                                                                 | Nom                  | Partit                      | Partit |
| ------------------------------------------------------------------------- | -------------------- | --------------------------- | ------ |
| Primer Ministre                                                           | Laimdota Straujuma   | Unitat                      |        |
| Ministeri de Defensa                                                      | Raimonds Vējonis     | Unió de Verds i Agricultors |        |
| Ministeri d'Afers Exteriors                                               | Edgars Rinkēvičs     | Unitat                      |        |
| Ministeri d'Economia                                                      | Dana Reizniece-Ozola | Unió de Verds i Agricultors |        |
| Ministeri de Finances                                                     | Jānis Reirs          | Unitat                      |        |
| Ministeri d'Interior                                                      | Rihards Kozlovskis   | Unitat                      |        |
| Ministeri d'Educació i Ciència                                            | Mārīte Seile         | Independent                 |        |
| Ministeri de Cultura                                                      | Dace Melbārde        | Aliança Nacional            |        |
| Ministeri de Benestar                                                     | Uldis Augulis        | Unió de Verds i Agricultors |        |
| Ministeri per la Protecció del Medi Ambient i el Desenvolupament Regional | Kaspars Gerhards     | Aliança Nacional            |        |
| Ministeri de Transport                                                    | Anrijs Matīss        | Unitat                      |        |
| Ministeri de Justícia                                                     | Dzintars Rasnačs     | Aliança Nacional            |        |
| Ministeri de Salut                                                        | Guntis Belēvičs      | Unió de Verds i Agricultors |        |
| Ministeri d'Agricultura                                                   | Jānis Dūklavs        | Unió de Verds i Agricultors |        |

## Llista del governs
|    | Govern          | Dates                               | Primer Ministre    | Coalició de partits              |
| -- | --------------- | ----------------------------------- | ------------------ | -------------------------------- |
| 1  | Godmanis I      | 7 maig 1990 – 3 agost 1993          | Ivars Godmanis     | LTF, LC                          |
| 2  | Birkavs         | 3 agost 1993 – 19 setembre 1994     | Valdis Birkavs     | LC, LZS, LZP                     |
| 3  | Gailis          | 19 setembre 1994 – 21 desembre 1995 | Māris Gailis       | LC, TPA, LZS, LZP, TB            |
| 4  | Šķēle I         | 21 desembre 1995 – 13 febrer 1997   | Andris Šķēle       | DPS, TB, LC, LNNK, LZS, LZP, LVP |
| 5  | Šķēle II        | 13 febrer 1997 – 7 agost 1997       | Andris Šķēle       | DPS, TB, LC, LNNK, LZS, LZP, KDS |
| 6  | Krasts          | 7 agost 1997 – 26 novembre 1998     | Guntars Krasts     | TB/LNNK, LC, LZS, LZP, DPS, KTP  |
| 7  | Krištopans      | 26 novembre 1998 – 16 juliol 1999   | Vilis Krištopans   | LC, TB, JP, LSDSP                |
| 8  | Šķēle III       | 16 juliol 1999 – 5 maig 2000        | Andris Šķēle       | TP, LC, TB/LNNK                  |
| 9  | Bērziņš         | 5 maig 2000 – 7 novembre 2002       | Andris Bērziņš     | LC, TP, TB/LNNK, JP              |
| 10 | Repše           | 7 novembre 2002 – 9 març 2004       | Einars Repše       | JL, ZZS, TB/LNNK, LPP            |
| 11 | Emsis           | 9 març 2004 – 2 desembre 2004       | Indulis Emsis      | ZZS, TP, LPP                     |
| 12 | Kalvītis I      | 2 desembre 2004 – 7 novembre 2006   | Aigars Kalvītis    | TP, ZZS, LPP, JL                 |
| 13 | Kalvītis II     | 7 novembre 2006 – 20 desembre 2007  | Aigars Kalvītis    | TP, ZZS, LPP/LC, TB/LNNK         |
| 14 | Godmanis II     | 20 desembre 2007 – 12 març 2009     | Ivars Godmanis     | LPP/LC, TP, ZZS, TB/LNNK         |
| 15 | Dombrovskis I   | 12 març 2009 – 3 novembre 2010      | Valdis Dombrovskis | JL, TP, ZZS, TB/LNNK, PS         |
| 16 | Dombrovskis II  | 3 novembre 2010 – 25 octubre 2011   | Valdis Dombrovskis | Unitat, ZZS                      |
| 17 | Dombrovskis III | 25 octubre 2011 – 22 gener 2014     | Valdis Dombrovskis | Unitat, RP, NA                   |
| 18 | Straujuma       | 22 gener 2014 – 5 novembre 2014     | Laimdota Straujuma | Unitat, RP, NA, ZZS              |
| 19 | Straujuma II    | 5 novembre 2014 – present           | Laimdota Straujuma | Unitat, NA, ZZS                  |